# Stefan Monhardt
Stefan Monhardt (* 1963 in Calw) ist ein deutscher Schriftsteller und Übersetzer.

## Leben und Werk
Stefan Monhardt studierte an der Universität Tübingen und der Scuola Normale Superiore di Pisa Germanistik und Klassische Philologie. Von 1995 bis 2000 war er als Wissenschaftlicher Mitarbeiter für Gräzistik an der Humboldt-Universität Berlin tätig. Er lebt als freier Autor, Regisseur und Übersetzer in Berlin. Seine Gedichte wurden in zahlreichen Zeitschriften veröffentlicht (u. a. Allmende, Neue Rundschau, Noisma). Neben Lyrik verfasst er vor allem Essays. Daneben ist er auch für Deutschlandradio Kultur tätig.

## Einzelpublikationen
- hübsch wund bleiben. Süddeutsche Verlagsgesellschaft, Ulm 1982
- flugtag. Süddeutsche Verlagsgesellschaft, Ulm 1987
- das buch ohne bilder/lichtenthymeme. Aldus-Presse, Reutlingen 1995
- una logica in stretta vicinanza ai corpi. Edizioni La Vita Felice, Mailand 2001
- umkehrungen. Photos von Johannes Traub. edition esefeld & traub, Stuttgart 2005, ISBN 3-9809887-0-8
- Eine Geschichte, worin alles Wunderbare natürlich zugeht Shakespeare and Company, Berlin 2006
- augenblicksgötter. Drey-Verlag, Gutach 2007, ISBN 978-3-933765-30-7
  - Zwischen Moment und Ewigkeit, Rezension von Christa Hagmeyer in literaturkritik.de, Nr. 12, Dezember 2007
- Russischer Augentabak. Shakespeare and Company, Berlin 2010, ISBN 3-925546-45-6

## Übersetzungen
- Giorgio Agamben: Was von Auschwitz bleibt. Das Archiv und der Zeuge. Homo sacer III. Suhrkamp, Berlin 2003, ISBN 3-518-12300-9
- Carla de Pascale: „Die Vernunft ist praktisch“. Fichtes Ethik und Rechtslehre im System. Duncker und Humblot, Berlin 2003, ISBN 3-428-11298-9
- Stefano Bacin: Fichte in Schulpforta (1774–1780). Kontext und Dokumente. Mit e. Übers. der Fichteschen Valediktionsrede von Stefan Monhardt. Frommann-Holzboog, Stuttgart-Bad Cannstatt 2007, ISBN 978-3-7728-2422-7
- Franco De Masi: Die sadomasochistische Perversion (= Jahrbuch der Psychoanalyse. Beiheft 23). Hrsg. von Helmut Hinz. Frommann-Holzboog, Stuttgart 2010, ISBN 978-3-7728-2445-6

## Preise und Auszeichnungen
- Literaturstipendium 2007 des Landes Baden-Württemberg
- Irseer Pegasus 2000
- Förderpreis der Stadt Ulm 1994
- Sonderpreis der GANG-ART Krefeld für experimentelle Zusammenführung von Wort und Musik 1991